# Ernst Jandl
Ernst Jandl (1. august 1925 i Wien – 9. juni 2000) var en østrigsk digter, forfatter og oversætter. Han blev kendt for sin specielle humoristiske sprogkunst i eksperimentel lyrik og nogle markante neologismer.
Jandl kom ved slutningen af 2. verdenskrig i engelsk krigsfangenskab. Efter sin løsladelse studerede han germanistik og anglistik. 1949 afsluttede han gymnasielærereksamen og fik doktorgrad i 1950 og var indtil 1979 lærer ved forskellige gymnasier i Wien.
Han var under indflydelse af konkret poesi og dadaisme, og Jandl udtrykte sig gennem eksperimentelle digte. I 1952 offentliggjorde han sit første værk i tidsskriftet Neue Wege.
Fra 1954 var Ernst Jandl nær ven med Friederike Mayröcker, som han sidenhen levede med og skrev flere værker sammen med. Han mestrede legen med sproget, der gjorde Jandl til en vigtig repræsentant for den tysksprogede lyrik. I hans berømte digt "Ottos Mops" bruger han kun vokalen "o", og digtet "schtzngrmm" fortæller han om krigens lyde gennem ord, der er sammensat af bogstaver, der lyder som skud eller detonerende missiler. "schtzngrmm" er Jandls måde at skrive ordet "Schützengraben" (skyttegrav). Flere af Jandls digte skal hellere høres end læses, fordi hans leg med ord giver en anden mening, når de læses højt. Legen med ordene gør også hans litteratur og lyrik svær at oversætte til andre sprog.
I 1984 modtog han Georg Büchner-prisen. 